# Schwarz-blaue Koalition
Als Schwarz-blaue Koalition bezeichnet man vor allem in Österreich eine Zusammenarbeit von christdemokratisch-konservativen („zentristischen“) mit nationalkonservativen („rechten“) Parteien.
In Österreich bezieht sich diese Bezeichnung (hier auch Türkis-blaue Koalition) auf eine Koalition zwischen der schwarzen (seit 2017 türkisfarbenen) Österreichischen Volkspartei (ÖVP) und der blauen Freiheitlichen Partei Österreichs (FPÖ). Bundesweit kam eine solche Koalition erstmals von Februar 2000 bis April 2005 durch die Bundesregierungen Schüssel I und Schüssel II zustande. Nach der Nationalratswahl 2017 bildeten ÖVP und FPÖ von Dezember 2017 bis Mai 2019 erneut eine Koalition (Bundesregierung Kurz I). Auf Landesebene gibt es seit Oktober 2015 in Oberösterreich (Landesregierung Pühringer V, Landesregierung Stelzer I, Landesregierung Stelzer II) und seit März 2023 in Niederösterreich (Mikl-Leitner II) ein schwarz-blaues Arbeitsübereinkommen im Rahmen einer Proporzregierung. Am 24. Mai 2023 verkündete der Landeshauptmann von Salzburg Wilfried Haslauer die erfolgreiche Bildung einer schwarz-blauen Koalition (Landesregierung Haslauer jun. III) in Folge der Landtagswahl 2023.
In Deutschland kam es in Württemberg nach 1919 zu „schwarz-blauen“ Wahlbündnissen und später Koalitionsregierungen zwischen der Zentrumspartei („schwarz“) und protestantischen liberal-konservativen Parteien („preußisch-blau“). In der Bundesrepublik wird als schwarz-blaue Koalition eine mögliche Zusammenarbeit der Union („schwarz“) mit der Alternative für Deutschland („blau“) bezeichnet.

## Österreich
In Österreich kam es auf Länderebene und auf Bundesebene seit Jahrzehnten zu schwarz-blauen Koalitionen zwischen der Österreichischen Volkspartei und der Freiheitlichen Partei Österreichs:

### Vorarlberg
Auf Länderebene gab es von 1974 bis 2009 eine schwarz-blaue Zusammenarbeit, obwohl die ÖVP mit einer Ausnahme immer eine absolute Mehrheit erreichte. Eine echte Koalition gab es deshalb nur zwischen 1999 und 2004, als die ÖVP keine absolute Mehrheit hatte. Vor der Landtagswahl in Vorarlberg 2009 schloss Landeshauptmann Herbert Sausgruber nach einer antisemitischen Aussage des FPÖ-Spitzenkandidaten Dieter Egger eine Fortführung der Kooperation aus. In der folgenden Legislaturperiode regierte die ÖVP mit absoluter Mehrheit alleine, seit deren Verlust 2014 zusammen mit den Grünen. Seit November 2024 besteht mit der Landesregierung Wallner IV eine schwarz-blaue Koalition unter Landeshauptmann Markus Wallner.

### Kärnten
In Kärnten bestand bis 2017 das Proporz-System. Zuvor kam es mehrmals zu einer Zusammenarbeit zwischen ÖVP und FPÖ. Nachdem die SPÖ 44 Jahre den Landeshauptmann gestellt hatte, wählten 1989 die Abgeordneten der Volkspartei Jörg Haider zum ersten FPÖ-Landeshauptmann. Zwei Jahre später wurde Haider wegen einer rechtsextremen Aussage per Misstrauensantrag abgewählt und mit SPÖ-Stimmen Christof Zernatto (ÖVP) gewählt. Erst 18 Jahre später kam es wieder zu einem schwarz-blauen Arbeitsübereinkommen. Als Wunschkoalition nannte 2009 der Spitzenkandidat der FPÖ Mario Canori eine Zusammenarbeit mit dem BZÖ und, falls diese beide Parteien keine Mehrheit besäßen, wäre eine zusätzliche Einbindung der ÖVP möglich. Nachdem die Freiheitlichen in Kärnten noch als Teil des BZÖ die Landtagswahl 2009 gewonnen hatten und Gerhard Dörfler mit den Stimmen von BZÖ und ÖVP zum Landeshauptmann gewählt wurde, spaltete sich die Landesgruppe Ende 2009 vom BZÖ ab und begann eine Kooperation mit der Bundes-FPÖ.

### Oberösterreich
Mit der Landesregierung Pühringer V wurde am 23. Oktober 2015 vom Oberösterreichischen Landtag erstmals eine Landesregierung mit einem schwarz-blauen Arbeitsübereinkommen im Rahmen einer Proporzregierung gewählt und angelobt. Nach dem Abgang Pühringers im April 2017 wurde das Arbeitsübereinkommen innerhalb der Landesregierung Stelzer I fortgesetzt.

### Salzburg
Vor der Landtagswahl 2023 schloss Landeshauptmann Wilfried Haslauer eine Koalition aus ÖVP und FPÖ aus. Nach der Wahl konnte die "Dirndl-Koalition" nicht fortgesetzt werden, da NEOS nicht mehr im Landtag vertreten war. Eine Koalition zwischen ÖVP und Grünen erreichte keine Mehrheit. Haslauer zog daraufhin eine "Allianz für Salzburg" aus ÖVP, FPÖ und SPÖ in Erwägung, die allerdings von der SPÖ abgelehnt wurde. Infolgedessen kam es zu einer Koalition von ÖVP und FPÖ. Am 26. Mai 2023 wurde die neue Salzburger Landesregierung Haslauer jun. III der Öffentlichkeit vorgestellt. Seit dem 14. Juni 2023 ist die Regierung im Amt. Es ist die erste schwarz-blaue Regierung des Landes. Am 2. Juli 2025 wurde Karoline Edtstadler vom Salzburger Landtag zur Landeshauptfrau von Salzburg in der Landesregierung Edtstadler gewählt.

### Niederösterreich
Bei der Landtagswahl in Niederösterreich am verlor die ÖVP die absolute Mehrheit. Nachdem Verhandlungen zwischen ÖVP und SPÖ zum Abschluss eines Arbeitsübereinkommens gescheitert waren, kam es zu Gesprächen zwischen ÖVP und FPÖ. Am 17. März 2023 wurde ein Arbeitsübereinkommen präsentiert. Am 23. März 2023 wurde die Landesregierung Mikl-Leitner III angelobt. Johanna Mikl-Leitner wurde erneut Landeshauptfrau, FPÖ-Landesparteivorsitzender Udo Landbauer erhielt die Position des Landeshauptfrau-Stellvertreters.

### Bundesebene

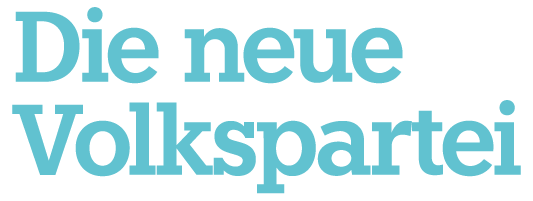
Logo der ÖVP (2017–2022)

Nach der Nationalratswahl am 3. Oktober 1999 konnte der sozialdemokratische Bundeskanzler Viktor Klima keine handlungsfähige Regierungskoalition bilden. Daraufhin schlossen ÖVP und FPÖ eine Koalition. Beide Parteien hatten bei der Wahl gleich viele Mandate im Nationalrat erhalten, wobei die FPÖ unter Jörg Haider etwa 400 Stimmen (0,01 %) mehr als die ÖVP erhalten hatte. Gelegentlich sprach man daher auch von „Blau-Schwarz“. Die ÖVP stellte den Bundeskanzler und die Hälfte der Ministerämter; die FPÖ erhielt das Amt des Vizekanzlers sowie wichtige Ministerämter, wie das Finanz-, Sozial-, Justiz- und Landesverteidigungsministerium. Am 4. Februar 2000 wurde die Bundesregierung Schüssel von Bundespräsident Klestil angelobt.
Die von Wolfgang Schüssel geführte Schwarz-blaue Koalition war die erste dieser Art auf Bundesebene und beendete nach 13 Jahren die Große Koalition zwischen ÖVP und SPÖ. Haider selbst gehörte dieser Regierung nicht an, sondern blieb Landeshauptmann von Kärnten. 
Nach der vorgezogenen Nationalratswahl am 24. November 2002, bei der die ÖVP erstmals seit 1966 stärkste Partei wurde und die FPÖ massiv an Stimmen verlor, wurde letztlich die Koalition zwischen ÖVP und FPÖ fortgesetzt (Bundesregierung Schüssel II). Nach der Parteispaltung der FPÖ am 4. April 2005 in FPÖ-alt und Haiders BZÖ, setzte das BZÖ das Regierungsbündnis mit der ÖVP fort. Aufgrund der Parteifarbe Orange des BZÖ sprach man von einer schwarz-orangen Koalition.
Die Regierung führte zahlreiche Reformen durch, stieß aber auf teilweise heftige Ablehnung. Sie wurde jahrelang kontrovers diskutiert, während man auf bürgerlicher Seite die zahlreichen Reformagenden hervorhob und Schüssel als Wendekanzler bezeichnete. Auch die internationale Ablehnung war groß (siehe auch Sanktionen der EU-XIV gegen Österreich).
Wie erst später bekannt wurde, kam es während der schwarz-blauen Regierungszeit zu zahlreichen Korruptionsskandalen, an denen vor allem FPÖ-Regierungsmitglieder beteiligt waren, so unter anderem die Homepage-Affäre, Novomatic-Affäre, BUWOG-Affäre, Terminal-Tower- und Tetron-Affäre, Eurofighter-Affäre sowie Telekom-Affäre. 
Der ÖVP-Spitzenkandidat Wilhelm Molterer lehnte vor der Nationalratswahl in Österreich 2008 Schwarz-Blau nicht explizit ab, eine Zusammenarbeit galt wegen großer Differenzen in Europathemen und sozialpolitischen Themen aber als schwierig. FPÖ-Kandidat Heinz-Christian Strache warf der Volkspartei mehrmals „soziale Eiskastenpolitik“ vor und machte keinen Hehl daraus, mit der SPÖ mehr Übereinstimmungen zu sehen. 
Nach der Nationalratswahl 29. September 2013 verfügte schwarz-blau nicht über eine Mehrheit. Diese wäre nur durch Einbeziehung des Team Stronach gegeben gewesen. Es kam schließlich erneut zu einer Großen Koalition.
Nach der Nationalratswahl 2017, aus der die ÖVP als stärkste Partei hervorgegangen war, nahm Sebastian Kurz Koalitionsverhandlungen mit der FPÖ auf. Die Bildung einer türkis-blauen Regierung (Wechsel der Parteifarbe der ÖVP auf Bundesebene) war bereits vor der Wahl für möglich gehalten worden. Am 15. Dezember verkündeten Kurz und Strache die Einigung auf ein Regierungsabkommen. Die Bundesregierung Kurz I wurde am 18. Dezember 2017 ernannt.
Infolge der Ibiza-Affäre trat Vizekanzler Strache am 18. Mai 2019 von seinem Regierungsamt zurück und legte zugleich den Parteivorsitz der FPÖ nieder. Klubobmann Johann Gudenus trat ebenfalls zurück. Daraufhin kündigte Bundeskanzler Kurz Neuwahlen an und gab gleichzeitig bekannt, dass er beabsichtige, dem Bundespräsidenten die Entlassung des Innenministers Herbert Kickl vorzuschlagen. Infolgedessen legten sämtliche FPÖ-Minister ihre Ämter nieder und beendeten somit die Koalition. Die Regierung Kurz, die seit dem 22. Mai 2019 auch aus Experten bestand, im Parlament jedoch über keine Mehrheit mehr verfügte, wurde am 27. Mai 2019 durch einen Misstrauensantrag mit den Stimmen der Klubs von SPÖ, FPÖ und JETZT abgewählt. Nach der Nationalratswahl am 29. September 2019 kam es zu einer Koalition zwischen ÖVP und Grünen.

## Deutschland
Während des Kaiserreichs und der Weimarer Republik wurde die katholisch geprägte Zentrumspartei mit der Farbe „schwarz“ bezeichnet. In Württemberg kam es nach 1900 zu „schwarz-blauen“ Wahlbündnissen und später Koalitionsregierungen zwischen den Zentrum und protestantischen liberal-konservativen Parteien („preußisch-blau“).
In Deutschland wird über Mehrheiten in Form einer Zusammenarbeit der konservativen Union (schwarz) mit der rechtsextremistischen Alternative für Deutschland (blau) spekuliert. Unter Einbeziehung der FDP wird auch von einer schwarz-blau-gelben „Bahamas-Koalition“ gesprochen. In einigen Bundesländern wäre die rechnerische Mehrheit dafür bereits vorhanden (nämlich in Sachsen-Anhalt, NRW (mit FDP), Bayern, Hessen, Sachsen sowie Thüringen – aufgelistet nach Alter des letzten jew. Landtagswahlergebnisses). Seit der Bundestagswahl 2017 hätte eine schwarz-blau-gelbe Koalition auf Bundesebene eine solche Mehrheit ebenfalls. Politisch wird diese Form der Zusammenarbeit von der CDU ausgeschlossen, von der AfD jedoch beworben.